# Third World Posse
Albums de Sepultura
Arise
(1991) Chaos A.D.
(1993)
Third World Posse est le 2e album EP du groupe de thrash metal brésilien Sepultura, sorti en 1992 sous le label Roadrunner Records. Le disque n'est sorti qu'en édition limitée en Australie. Il contient la version studio de Dead Embroynic Cells, quelques reprises, et trois pistes tirées d'un concert du groupe à Barcelone en 1991.

## Composition du groupe
- Max Cavalera - chant, guitare rythmique
- Andreas Kisser - guitare
- Paulo Jr. - guitare basse
- Igor Cavalera - batterie, percussions

## Liste des titres
| No | Titre                                     | Durée |
| -- | ----------------------------------------- | ----- |
| 1. | Dead Embryonic Cells                      | 4:31  |
| 2. | Drug Me (reprise des Dead Kennedys)       | 1:49  |
| 3. | Inner Self (Live)                         | 4:43  |
| 4. | Troops of Doom (Live)                     | 2:55  |
| 5. | Orgasmatron (Live) (reprise de Motörhead) | 3:28  |